# هيئة الأوقاف المصرية
هيئة الأوقاف المصرية هي هيئة حكومية مصرية تتبع وزير الأوقاف وتعمل بموجب القانون رقم 209 لسنة 2020 بهدف إدارة مال وعقارات وأراضي الوقف الخيري.
تدير الهيئة أصولا في صورة أسهم في بعض البنوك والشركات كما أنها قامت بشراء شركات ومصانع بالكامل. وتدير الهيئة تلك الأصول مقابل 25% من الريع ويتم توريد 75% إلى وزارة الأوقاف.

## التاريخ
يرجع تاريخ إنشاء هيئة الأوقاف إلى عام 1251 هـ / 1835م عندما أصدر محمد علي باشا أمرًا بإنشاء «ديوان عمومي للأوقاف». تحددت اختصاصات ذلك الديوان بموجب لائحة رسمية صدرت بتاريخ 8 ذي الحجة 1252 هـ - 1836 مـ، وذلك تحت عنوان «لائحة ترتيب عملية الأوقاف بالثغور والبنادر»، ثم أمر محمد علي بإلغاء هذا الديوان عام 1253 هـ - 1837 مـ. وفي 11 رجب 1267 هـ - 1851 مـ أمر عباس باشا الأول بإعادة ديوان عموم الأوقاف وأصدر أمرًا آخر لتنظيم عمل الديوان. استمرت تلك اللائحة سارية حتى عام 1895 مـ وفي عام 1913 مـ تم تحويل الديوان إلى نظارة «وزارة». في عام 1953م صدر القانون رقم 247 لسنة 1935 الذي قضى بنقل الإشراف على المساجد الموقوف عليها وقفًا خيريًا إلى وزارة الأوقاف، ثم صدر القانون رقم 157 لسنة 1960مـ الذي قضى بضم جميع المساجد الأهلية للوزارة.

## القوانين المنظمة
- قانون رقم 80 لسنة 1970 بإنشاء هيئة الأوقاف المصرية.[3]
- قرار رئيس الجمهورية رقم 1141 لسنة 1972 بتنظيم العمل بهيئة الأوقاف المصرية.[4]
- قرار رئيس الجمهورية رقم 41 لسنة 1980 بتعديل قرار رئيس الجمهورية رقم 1141 لسنة 1972.[5]
- قرار رئيس الجمهورية رقم 205 لسنة 1981 بتعديل قرار رئيس الجمهورية رقم 1141 لسنة 1972.[6]
- قرار رئيس مجلس الوزراء رقم 468 لسنة 2015 بتعديل قرار رئيس الجمهورية رقم 1141 لسنة 1972.[7]
- قانون رقم 209 لسنة 2020 بإصدار قانون إعادة تنظيم هيئة الأوقاف المصرية وبإلغاء القانون رقم 80 لسنة 1970 وقرار رئيس الجمهورية رقم 1141 لسنة 1972.[8]
- قرار وزير الأوقاف رقم 251 لسنة 2021 بإصدار اللائحة التنفيذية لقانون إعادة تنظيم هيئة الأوقاف المصرية رقم 209 لسنة 2020.[9]

## الشركات التابعة
- الشركة العربية للسجاد والمفروشات (مصانع سجاد دمنهور)
- شركة رمسيس الزراعية
- المجموعة الوطنية لاستثمارات الأوقاف (المحمودية العامة للمقاولات "سابقا") ويتبعها:[10][11]
  - المحمودية للإنشاءات.
  - المحمودية للتنمية العمرانية.
  - المحمودية للمباني المتطورة.
  - المحمودية للأمن والحراسات.
  - المحمودية للخدمات البيئية.
  - المحمودية للتنمية الزراعية.

## الشركات المشتركة
- بنك فيصل الإسلامي: (15.35%).[12]
- بنك التعمير والإسكان: (5.03%).[13]
- المصرية للأغذية - بسكو مصر: (5.1%).[14]
- الصناعات الكيماوية المصرية - كيما: (3%).[15]
- الدلتا للسكر: (6.38%).[16]

## رؤساء الهيئة
- علي فؤاد الفرماوي.[17]
- عبد المنعم مغربي عبد الله.[18]
- سيد محروس.[19]
- علاء عبد العزيز.[20]

## وصلات خارجية
- الموقع الرسمي للهيئة.
- الصفحة الرسمية للهيئة على موقع فيس بوك.